# Северо-Западная хорда

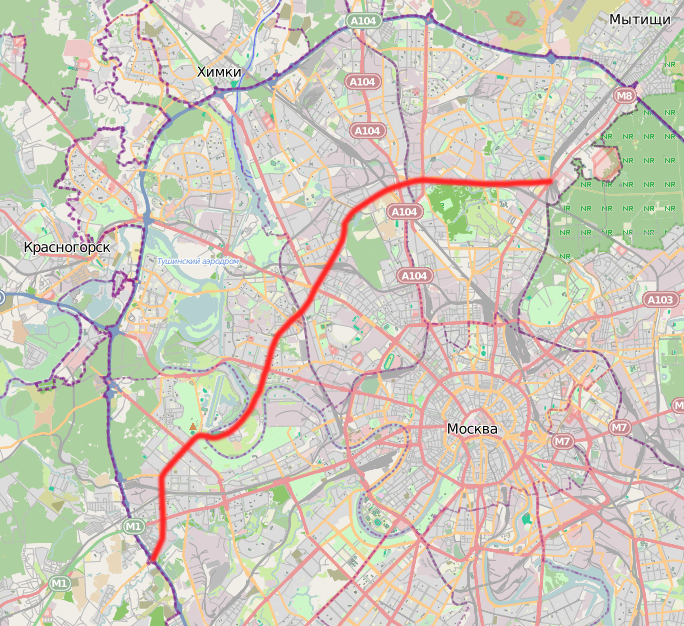
Маршрут Северо-Западной хорды

Северо-Западная хорда — магистральная автомобильная дорога в Москве. 30-километровая хорда проходит от Сколковского шоссе до Северо-Восточной хорды (связка через двойной Сусоколовский путепровод) и связывает районы Западного, Северо-Западного, Северного и Северо-Восточного округов Москвы.
Открыта 29 ноября 2019 года, вместе с открытием Нового Карамышевского моста.

## Проект
Впервые о создании в Москве хордовых магистралей заговорили в первой половине XX века. В 1930-х годах вопрос прокладки хорд поднимал известный планировщик, специалист по градостроительству Анатолий Якшин, в 1970-х идею развивали его ученики, включая Александра Стрельникова. Прогнозируя рост числа автомобилей, авторы генерального плана Москвы 1971 года предусмотрели помимо Московской кольцевой автомобильной дороги (МКАД) и Садового кольца 2 новые кольцевые и 4 скоростные хордовые магистрали. Однако проекты хорд остались на бумаге, а многие участки, где планировалось проложить дороги, были застроены. К идее вернулись в 2011 году после строительства Третьего транспортного кольца и отказа от Четвёртого (ЧТК), планируемая стоимость которого превысила 1 триллион рублей. Весной 2012 года мэр Москвы Сергей Собянин представил президенту Дмитрию Медведеву проект развития транспортной инфраструктуры московской агломерации, предусматривающий создание внутри МКАД 3 хордовых направлений: Северо-Восточной и Северо-Западной хорд и Южной рокады, образующих незамкнутую кольцеобразную систему с выходами на МКАД.

### Сроки
Четыре крупнейшие магистрали одновременно строятся в столице: Северо-Восточная, Северо-Западная и Юго-Восточная хорды, а также Южная рокада. Такого в Москве ещё не было. По планам городских властей, в 2023 году они сомкнутся в кольцо длиной 133 км, связав основные трассы.Сергей Куксин, Любовь Проценко

## Участки
Северо-Западная хорда задумана как дорога, связывающая северо-восточные и юго-западные районы Москвы, минуя центр города. По проекту она проходит от Сколковского шоссе по Витебской улице, Кубинке, улице Боженко, Ярцевской улице, Крылатской улице, улице Нижние Мнёвники, улице Народного Ополчения, улице Алабяна, Балтийской улице, Большой Академической улице, 3-му Нижнелихоборскому проезду, по участкам нового строительства вдоль Малого кольца Московской железной дороги до проезда Серебрякова с выходом на Ярославское шоссе у Северянинского путепровода.
На 29 ноября 2019 года объявлено, что все участки построены, хотя ранее заявленные работы (эстакадная развязка около станции метро «Ботанический сад», левоповоротная эстакада на Ярославское шоссе) только начаты.

### Общий участок СЗХ иСВХ
В районе пересечения Большой Академической улицы с полотном Октябрьской железной дороги запланировано строительство 400-метровой эстакады, которая свяжет Северо-Западную хорду и Северо-Восточную хорду, выходящую на платную автомагистраль М11 «Нева» Москва — Санкт-Петербург,. В мае 2017 года конкурс на выполнение проектно-изыскательских работ на участке выиграл «Институт Мосинжпроект».

## Объекты
Хорда включает ряд инженерных объектов, в том числе Алабяно-Балтийский тоннель, Михалковский тоннель, левоповоротный тоннель на автомагистраль Москва — Санкт-Петербург, тоннели на Молодогвардейской и Ельнинской улицах на пересечении с Ярцевской, левоповоротный и разворотный тоннели на Рублёвское шоссе, разворотный тоннель по Рублёвскому шоссе, эстакаду перед Рублёвским шоссе (соединяющая 3-ю Крылатскую улицу и улицу Крылатские Холмы), мост-дублёр Крылатского моста, Новый Карамышевский мост через канал имени Москвы рядом с Карамышевским мостом, эстакада через Дмитровское шоссе, эстакадную развязку около Гостиничной улицы, эстакаду через Малое кольцо Московской железной дороги около станции метро «Владыкино», эстакадную развязку около станции метро «Ботанический сад», левоповоротную эстакаду на Ярославское шоссе, винчестерный тоннель на улице Народного ополчения под пересечением с Берзарина и 35 надземных и подземных переходов.

### Алабяно-Балтийский тоннель

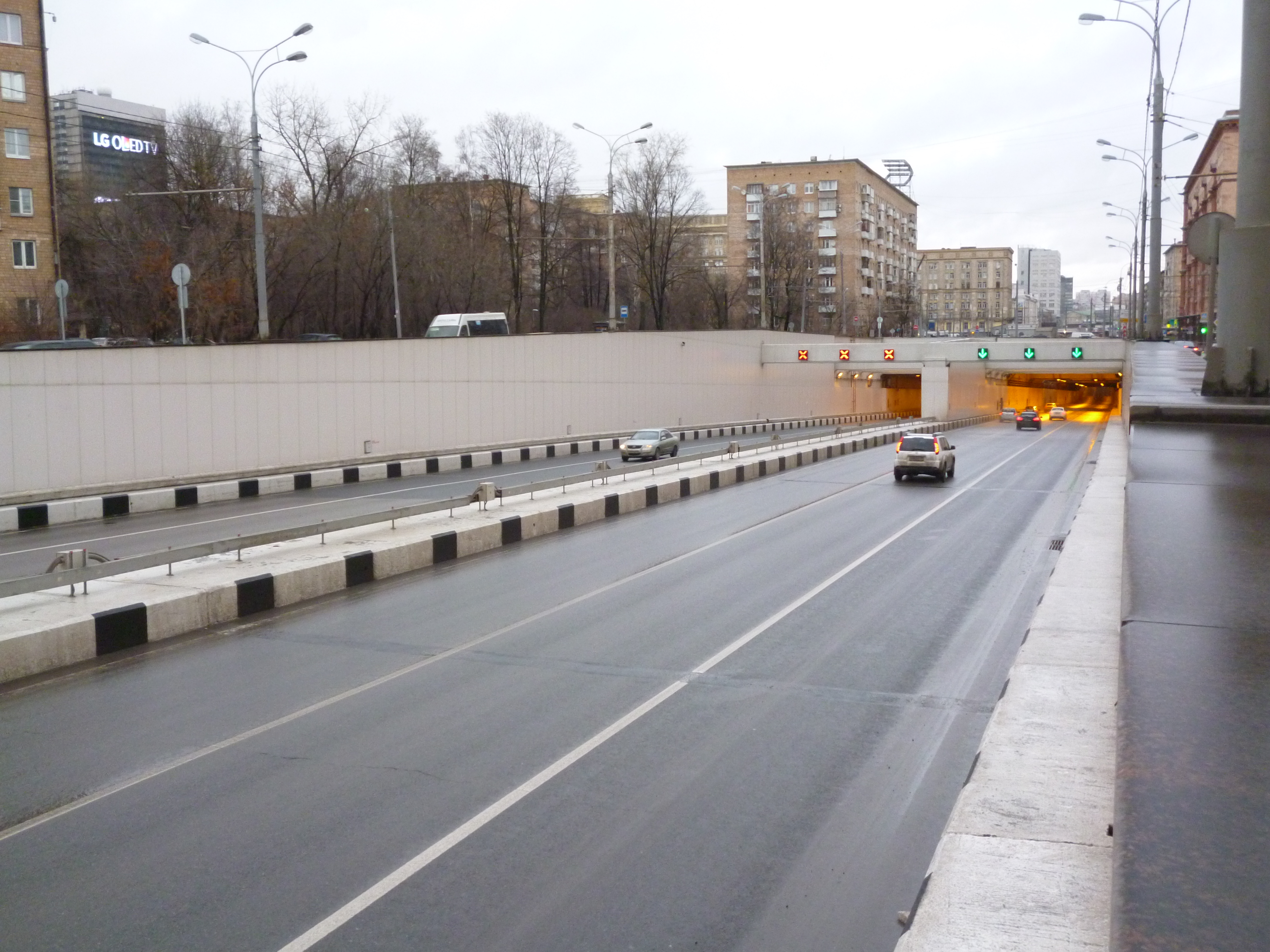
Алабяно-Балтийский тоннель после открытия

Строительство Алабяно-Балтийского тоннеля началось в 2006 году в рамках проекта «Большой Ленинградки». Планировалось, что тоннель будет состоять из двух частей: первая свяжет улицы Алабяна и Балтийскую, вторая — Балтийскую и Большую Академическую. Сдача первой очереди тоннеля была запланирована на 2009 год, но концепция проекта несколько раз менялась, а сроки — переносились. Лужков планировал включить тоннель в состав ЧТК. В 2011 году после отказа от строительства ЧТК мэр Москвы Сергей Собянин сообщил о включении тоннеля в состав Северо-Западной хорды.
Тоннель был проложен на глубине 25 м под Ленинградским шоссе, путями Рижского направления Московской железной дороги и пятью существующими тоннелями: Волоколамским, Ленинградским и тремя тоннелями Замоскворецкой линии Московского метрополитена. Для прокладки тоннеля строителям пришлось провести по новому бетонному коллектору проходящую под землёй реку Таракановку, переполнение которой во время проливных дождей приводило к подтоплению тоннеля в 2009 и 2014 годах.
В сентябре 2013 года была открыта правая часть тоннеля, обеспечивающая движение к Большой Академической улице со стороны улицы Алабяна. Работы временно приостанавливались в 2014 году из-за предбанкротного состояния генерального подрядчика строительства — НПО «Космос». Строительство завершил «Мосинжпроект», и 25 декабря 2015 года тоннель был полностью введён в эксплуатацию. Основная часть тоннеля протяжённостью 1,94 км с тремя полосами движения в каждом направлении связала улицу Алабяна с Большой Академической, боковой 2-полосный 850-метровый тоннель обеспечил односторонний проезд с Балтийской на Большую Академическую.

### Михалковский тоннель
Михалковский тоннель протяжённостью 410 метров прошёл по Большой Академической улице и под существующими трамвайными путями Михалковской улицы. В рамках строительства проезжие части Большой Академической и 3-й Коптевской улиц были расширены до 6 полос, были построены 3 подземных перехода в районе Коптевского бульвара, 3-го Михалковского и 8-го Новоподмосковного переулков. Тоннель был введён в эксплуатацию в конце ноября 2015 года.

### Винчестерный тоннельнаулице Народного Ополчения
Тоннель, пропускающий улицу Народного Ополчения под улицей Берзарина, был открыт в сентябре 2016 года и стал первым в Москве двухэтажным тоннелем — тоннелем винчестерного типа. В верхний ярус тоннеля, достигающий глубины 10 метров и имеющий протяжённость 542 метра, был направлен транспортный поток в сторону улицы Алабяна. В нижний 786-метровый ярус, достигающий глубины 12,5 метров, было направлено движение в сторону проспекта Маршала Жукова. Компоновка тоннеля позволила отодвинуть проезжую часть от жилых домов на 14 метров: при традиционной компоновке тоннеля эта дистанция составила бы 6 метров.

### Новый Карамышевский мост
Строительство моста над шлюзом Карамышевского спрямления в 400 м от существующего Карамышевского моста было запланировано на 2017 год. Мост связывает улицу Народного Ополчения и улицу Нижние Мнёвники. Конструкционно мост изначально планировался вантовым с единственной опорой-мачтой высотой 137 м и девятью монолитными железобетонными опорами. Но проект был изменён. Мост построен балочным: длиной 600 метров с 200-метровым центральным пролётом. В мае 2018 года со стороны Карамышевской набережной начался монтаж металлоконструкций пролётного строения. Строительство планировалось завершить до конца 2019 года; этот срок был сдвинут на 2020 год. В октябре 2019 года декларировано открытие моста в ноябре этого же года, что и было выполнено: мост открыт 29 ноября 2019 года в 14.05. Это открытие одновременно стало и открытием Северо-Западной хорды.

## СоединениеСВХи СЗХ
Соединение (связка через двойной Сусоколовский путепровод) СВХ и СЗХ (участок СВХ от Сигнального до 3-го Нижнелихоборского проезда) ожидалось весной 2022 года; на деле, соединение было открыто раньше, 4 октября 2021 года.

### Центральный диспетчерский пункт управления движением
Центральный диспетчерский пункт управления движением государственного бюджетного учреждения «Гормост» осуществляет круглосуточный контроль за безопасностью движения и работой инженерного оборудования туннелей Северо-Западной хорды — систем видеонаблюдения, вентиляции, освещения, пожаротушения, откачки подземных вод. В его зону ответственности входят три туннеля транспортной развязки на Соколе, а также Винчестерный туннель, Михалковский и Дмитровский туннели. Диспетчерский пункт разместился в стеклянном здании оригинальной формы по адресу Ленинградский проспект, дом 77а.

## Полемика

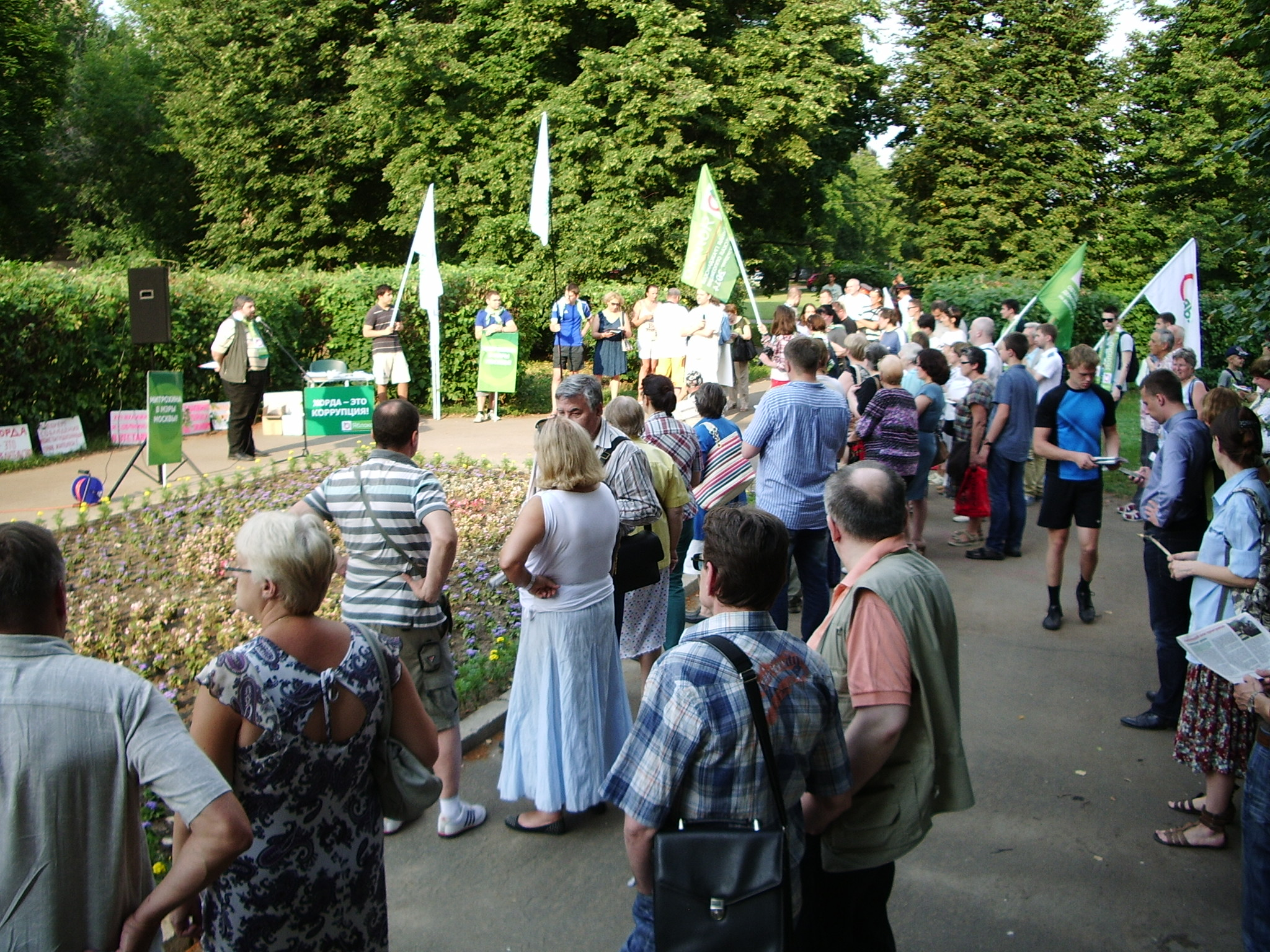
Митинг против строительства Северо-Западной хорды в районе Щукино, 2013 г.

Строительство Северо-Западной хорды вызвало протесты общественности в районах пролегания и стало предметом широкой общественной полемики. Некоторые жители Хорошёва-Мнёвников выступали против проекта из-за вырубки деревьев, изменения схемы движения и возможных потерь для бизнеса. В управах проводились общественные слушания с участием представителей градостроительных институтов.
На стороне противников первоначального плана строительства хорды выступили некоторые депутаты собраний Щукина и Хорошёва-Мнёвников, например, Максим Кац. Депутат Государственной думы Федерального собрания Российской Федерации VII созыва, первый заместитель председателя комитета по образованию и науке с 5 октября 2016 год Геннадий Онищенко, баллотировавшийся в Государственную думу по Тушинскому одномандатному округу, напротив, в рамках своей предвыборной кампании обещал ускорить строительство

### Исследование «Городских проектов»
В 2013 году фонд «Городские проекты» Максима Каца и Ильи Варламова обратился к урбанистам Вукану Вучику, Жану-Клоду Зиву и Туру Хотвайту с просьбой дать экспертную оценку проектам реконструкции Ленинского проспекта и строительства Северо-Западной хорды. Объектом исследования стал участок улицы Народного Ополчения от проспекта Маршала Жукова до улицы Маршала Бирюзова. Исследование было профинансировано через краудфандинг: более 2000 человек пожертвовали 2,6 миллиона рублей. Эксперты обратили отдельное внимание на проблемы, связанные с организацией транспортных развязок и бессветофорного движения, изменением маршрутов общественного транспорта и влиянием скоростной трассы на окружающую городскую среду.
Эксперты отметили, что бессветофорная схема, использованная для предотвращения заторов на перекрёстках, неэффективна на магистралях со значительным транспортным потоком, поскольку может привести к увеличению заторов из-за разворотов и перестроений на хорде и прилегающих улицах. Увеличение пробега общественного транспорта на исследованном участке, по мнению экспертов, сделает его менее привлекательным для горожан и более дорогим в эксплуатации для организаторов перевозок, а заявленные в проекте выделенные полосы будут неэффективны, поскольку в зоне пересечения транспортных потоков общественный транспорт будет вынужден перестраиваться из ряда в ряд. Озабоченность экспертов вызвало расширение проезжей части улицы Народного Ополчения и строительство эстакад в непосредственной близости к жилым домам, что приведёт к загрязнению воздуха и росту уровня шума. В качестве альтернативы эксперты предложили провести трассу вдоль кольцевой железной дороги (подобное предложение ранее вносил Совет муниципального образования Щукино), а существующую трассировку использовать для легкорельсового транспорта.
Исследование Вучика, Зива и Хотвайта в материале «Ведомостей» прокомментировал сотрудник Института Генплана Москвы Денис Власов, участвовавший в разработке проекта СВХ. По его словам, проблема увеличения пробега общественного транспорта присутствует лишь на съезде с эстакады на улицу Народного Ополчения, а необходимость перестраиваться между рядами появляется у водителей автобусов и троллейбусов только на одном участке маршрута из Щукина до станции метро «Октябрьское Поле». По утверждениям Власова, проектировщики рассматривали вариант прокладки трассы вдоль железной дороги, но сочли этот вариант нереализуемым.